# Vaqueros de Montería
Los Vaqueros de Montería es un equipo de béisbol de la Liga Colombiana de Béisbol Profesional con sede en la ciudad de Montería. La franquicia tuvo su debut en la temporada 2019-2020 teniendo como sede el Estadio Dieciocho de Junio.

## Historia
La Primera aparición del nombre "Vaqueros de Montería" en el béisbol colombiano se remonta a la temporada 1984-85 siendo el primer equipo de la ciudad de Montería en llegar al béisbol profesional en Colombia, vale destacar que las franquicias de 1984 y la fundada en 2019 no tienen ninguna relación ni histórica ni deportiva.  

### Fundación y lanzamiento de la franquicia
Al término de la campaña 2018-2019 de la Liga Colombiana de Béisbol Profesional y a la posterior desafiliaciación por parte de la Federación Colombiana de béisbol del equipo Leones de Montería por problemas administrativos. Un grupo de empresarios y gerentes monterianos liderados por Loriam Argumedo Dau, Héctor Fabio Oyos y el Alcalde Marcos Daniel Pineda entre otros, deciden emprender un nuevo proyecto deportivo con raíces 100% cordobesas.
En la temporada 1998-99 empató en el tercer lugar con Rancheros de Sincelejo durante la temporada regular por lo que debió disputar un juego extra en Montería saliendo victorioso para disputar el Pre-Play Off contra Indios de Cartagena a quien eliminaría en la serie 4-0 llegando por primera vez a la final del torneo ante Caimanes de Barranquilla título que perdió en serie 4-2 con un último juego 7x3 en Barranquilla.
Dejando atrás la ciudad de Montería el equipo se trasladó en la temporada 1999-00 a la ciudad de Barranquilla, obteniendo el título y dándole pasó en la siguiente temporada a la aparición del equipo Eléctricos de Barranquilla.

### Refundación
Luego de 20 años el equipo es re-fundado en 2019 nuevamente en la ciudad de Montería participando así en la Liga Colombiana de Béisbol Profesional 2019/20 y disputando sus juegos en el Estadio Dieciocho de Junio. El 11 de septiembre de 2019 se realizó la presentación oficial del equipo con el apoyo de su presidente Héctor Fabio Cordero Hoyos, el alcalde de la ciudad de Montería Marcos Daniel Pineda García, el presidente de la Federación Colombiana de Béisbol Jimmy Char Navas, el presidente de la División Profesional del Béisbol Colombiano "Diprobéisbol" Pedro Salcedo Salom y los socios e integrantes del cuerpo directivo.
La novena monteriana se convirtió en el primer equipo colombiano en disputar la Serie del Caribe 2020 en San Juan, Puerto Rico.

## Roster temporada 2024-25
Estos son los refuerzos confirmados hasta el momento.

## Palmarés

### Liga Profesional de Béisbol Colombiano
- Campeón (3): 1999-00 (Vaqueros de Montería), 2019-20, 2022-23
- Subcampeón (4): 1998-99, 2020-21, 2021-22, 2023-24

### Serie del Caribe
- San Juan 2020 (6.º puesto)
- Gran Caracas 2023 (4.º puesto)